# Сосущие инфузории
Сосущие инфузории, или суктории (лат. Suctoria), — подкласс инфузорий, насчитывающий около 500 видов (как пресноводных, так и морских). Известны также под устаревшим названием ацинеты (Acineta).
Сосущие инфузории характеризуются присутствием сосательных трубочек и неподвижным образом жизни, причем громадное большинство сосущих инфузорий прикрепляется к различным подводным предметам при помощи особых ножек, или стебельков. От ресничных инфузорий (от которых они вероятно и произошли), сосущие инфузории отличаются отсутствием ресничек и рта на поздних стадиях развития. 
Некоторые представители этого подкласса паразитируют в теле инфузорий.
Сосущие инфузории производят потомство путём почкования (наружного или внутреннего).

## Классификация
На декабрь 2018 года в подкласс включают 3 отряда и один род вне их:
- Род Anthacineta (Collin, 1909) Jankowski, 1978
- Отряд Evaginogenida Jankowksi, 1978
- Отряд Exogenida Collin, 1912
- Отряд Endogenida Collin, 1912